# Ludwig Streicher
Pour les articles homonymes, voir Streicher.

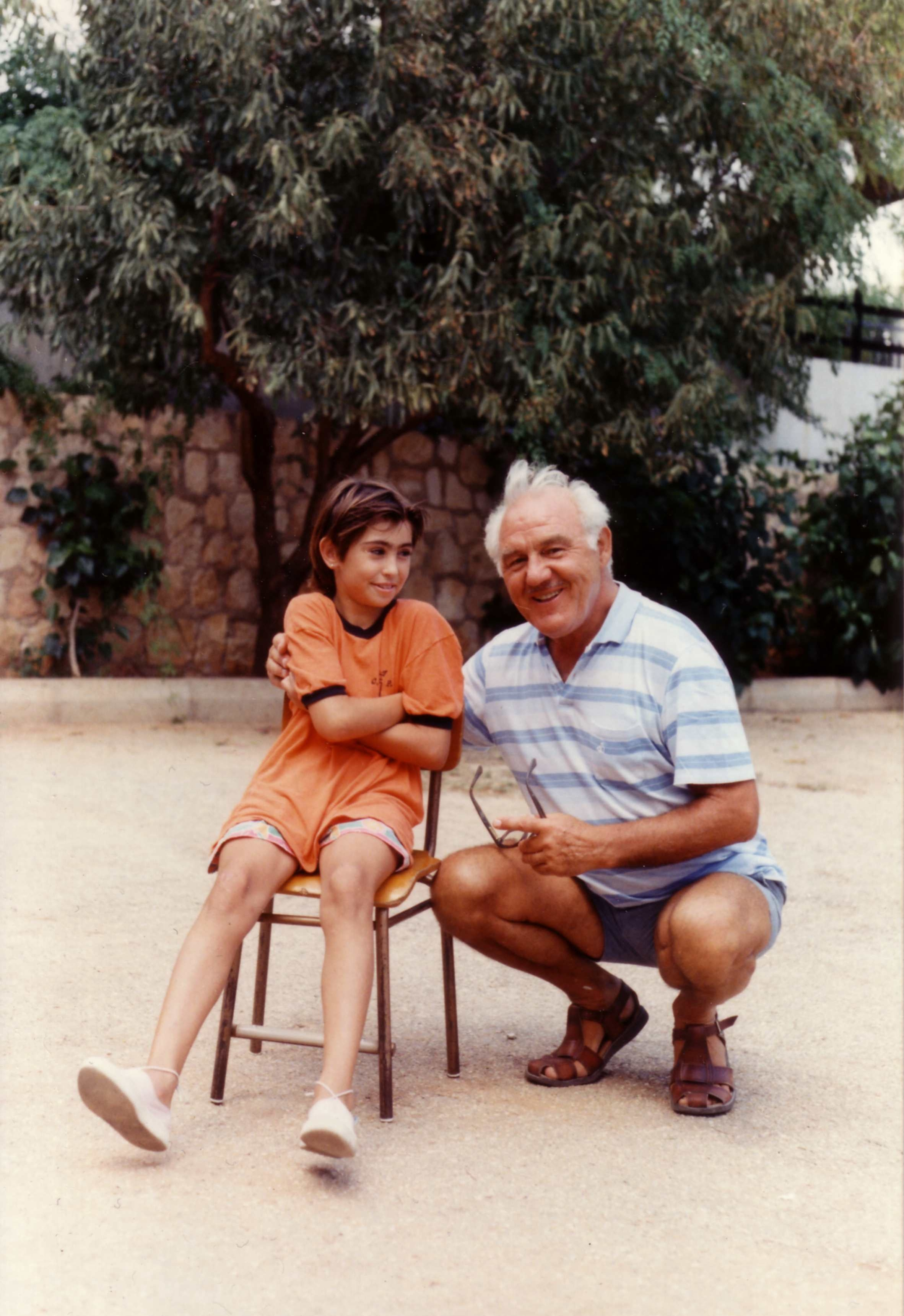
Ludwig Streicher

Ludwig Streicher est un contrebassiste autrichien né à Vienne le 26 juin 1920 et mort à Vienne le 11 mars 2003. Il a été première contrebasse solo de l'Orchestre philharmonique de Vienne. Il est également auteur d’un ouvrage consacré à la contrebasse.
Il entre à l’Académie de Musique de Vienne à l’âge de 14 ans où il obtient son diplôme en 1940. Il passe 4 ans comme première contrebasse au Théâtre National de Cracovie. En 1945, il entre au Philharmonique de Vienne où il sera première contrebasse de 1954 à 1973. À partir de 1966, il enseignera la contrebasse à l’Académie du Théâtre Musical de Vienne.